# مریخ ۴
مریخ ۴ (روسی: Марс-۴) که با نام 3MS No.52S نیز شناخته می‌شود، یک فضاپیمای شوروی بود که برای کاوش مریخ در نظر گرفته شده‌بود. یک فضاپیمای 3MS که به عنوان بخشی از برنامه مریخ پرتاب شد، قرار بود این فضاپیما در سال ۱۹۷۴ وارد مدار مریخ شود. با این حال، مشکلات کامپیوتری مانع از ورود آن به مدار مریخ شد.

## فضاپیما
فضاپیمای مریخ ۴ مجموعه‌ای از دستگاه‌ها و ابزارها را برای مطالعه مریخ حمل می‌کرد. علاوه بر دوربین‌ها، مجهز به تلسکوپ رادیویی، رادیومتر مادون قرمز، نورسنج‌های متعدد، پلاریمتر، مغناطیس‌سنج، تله‌های پلاسما، آنالایزر الکترواستاتیک، طیف‌سنج پرتو گاما و کاوشگر رادیویی بود.

## ابزار علمی
مدارگرد مریخ ۴ تعداد ۱۵ ابزار علمی را برای مطالعه مریخ از مدار آن حمل می‌کرد:
- ابزار کاوشگر رادیویی اتمسفر
- رادیو تلسکوپ
- رادیومتر مادون قرمز
- اسپکتروفتومتر
- نورسنج باند باریک
- نورسنج تداخل باند باریک - پلاریزاسیون
- سیستم تصویربرداری
- فتومترها
- دو قطبی متر
- نورسنج فرابنفش
- فتومتر پراکنده تابش خورشیدی
- طیف‌سنج گاما
- مغناطیس سنج
- تله‌های پلاسما
- آنالایزر الکترواستاتیک چند کاناله